# جوش كينيدي
جوش كينيدي (بالإنجليزية: Josh Kennedy)‏ هو لاعب كرة قدم أسترالية أسترالي، ولد في 20 يونيو 1988 في ملبورن في أستراليا.

## وصلات خارجية
- جوش كينيدي على موقع AustralianFootball.com (الإنجليزية)
- جوش كينيدي على موقع AFLtables.com (الإنجليزية)